# Walter Kern (Theologe)
Walter Kern SJ (* 10. Januar 1922 in Haslach im Kinzigtal; † 24. Januar 2007 in Innsbruck) war ein deutsch-österreichischer Fundamentaltheologe und Ordensgeistlicher.
Als Mitherausgeber des Handbuchs der Fundamentaltheologie (1985–1988; 2. Auflage 2000), Gründer des Karl-Rahner-Archivs Innsbruck und Begründer der Innsbrucker theologischen Studien hat er über sein engeres universitäres Wirken hinaus Bekanntheit erlangt.

## Leben
Kern trat 1945 der Gesellschaft Jesu bei und wurde 1955 zum Priester geweiht.
Am Berchmanskolleg in Pullach und in Rom studierte er Philosophie und promovierte 1952. 1956 wurde er an der Leopold-Franzens-Universität in Innsbruck in Theologie promoviert. In Pullach lehrte er anschließend Geschichte der Philosophie und philosophische Gotteslehre mit Religionsphilosophie und parallel dazu von 1964 bis 1968 systematische Philosophie an der Philosophisch-theologischen Hochschule Freising. Von 1969 bis zu seiner Emeritierung 1989 war er Ordinarius für Fundamentaltheologie an der Universität Innsbruck.
Nach seiner Emeritierung war er als Seelsorger und Religionslehrer tätig und führte seine Redaktions- und Publikationsarbeit weiter. Nach seinem Schlaganfall 1998 verbrachte er die letzten Lebensjahre in einem Sanatorium.

## Würdigungen
In diversen Nachrufen wurde betont, dass Kern ein „leidenschaftlicher Wissenschaftler“ gewesen sei, der „mit größter Energie die ‚Einführung ins Christentum‘ und ‚Fundamentaltheologie‘“ doziert und damit Studierende für das Christentum und für die Wissenschaft begeistert habe. 
Walter Kern sei davon überzeugt gewesen, dass der Freiheitsimpuls des Evangeliums Jesu Christi der Ursprung der Moderne sei. „Er glaubte, dass das Wissen um diese Zusammenhänge - die Zusammenhänge zwischen Christentum und Moderne - Menschen vor enthumanisierendem Götzendienst bewahren kann: vor der Barbarei.“ Er sei Fundamentaltheologe als Anwalt menschenfreundlicher Moderne, damit auch als advocatus des Humanum gewesen.

## Werke

### Monographien
- Geschichte der europäischen Philosophie in der Neuzeit. (2 Bände) Pullach 1969
- Alter Glaube in neuer Freiheit: Ansprachen und Vorträge. Innsbruck u. a.: Tyrolia 1976 ISBN 3-7022-1238-8
- Atheismus, Marxismus, Christentum: Beiträge zur Diskussion. Innsbruck u. a.: Tyrolia 1976 ISBN 3-7022-1253-1
- Jesus, Mitte der Kirche: geistliche Essays. Innsbruck u. a.: Tyrolia 1979 ISBN 3-7022-1334-1
- Disput um Jesus und um Kirche: Aspekte, Reflexionen. Innsbruck u. a.: Tyrolia 1980 ISBN 3-7022-1389-9
- zus. m. Franz-Josef Niemann: Theologische Erkenntnislehre. Düsseldorf: Patmos 1981 ISBN 3-491-77251-6
- Geist und Glaube: fundamentaltheologische Vermittlungen zwischen Mensch und Offenbarung. Innsbruck u. a.: Tyrolia 1992 ISBN 3-7022-1839-4

### Herausgeberschaft
- zus. m. Franz Joseph Schierse und Günter Stachel: Warum glauben? Begründung und Verteidigung des Glaubens in 39 Thesen. Würzburg: Echter 1961
- Aufklärung und Gottesglaube. Düsseldorf: Patmos 1981 ISBN 3-491-77306-7
- Die Theologie und das Lehramt. Freiburg im Breisgau u. a.: Herder 1982 ISBN 3-451-02091-2
- zus. m. Hermann Josef Pottmeyer und Max Seckler: Handbuch der Fundamentaltheologie. 4 Bde. Freiburg im Breisgau u. a. 1985–1988 (2. Aufl.: Tübingen: Francke 2000 ISBN 3-8252-8181-7)

### Zeitschriftenartikel
- Hegel geteilt durch zwei, in: Stimmen der Zeit, 171. Band, 1962, Heft 2, S. 147–152.
- Hegel theologisch gesehen und anders, in: Stimmen der Zeit, 189. Band, 1972, Heft 2, S. 125–133.
- Das Christsein und die Christologie. Zu Büchern von H. Küng und W. Kasper, in: Stimmen der Zeit, 193. Band, 1975, Heft 8, S. 516–528.
- Karl Rahners "Grundkurs des Glaubens". Kleine Einführung in eine große Einführung, in: Stimmen der Zeit, 195. Band, 1977, Heft 5, S. 326–336.
- Hundert Jahre Theologie. Zum Jubiläum der Innsbrucker "Zeitschrift für katholische Theologie", in: Stimmen der Zeit, 196. Band, 1978, Heft 10, S. 651–664.
- Aufklärung. Zu ihrer Vor- und Frühgeschichte in England, in: Stimmen der Zeit, 207. Band, 1989, Heft 8,  S. 566–569.